# 貝婭特麗克絲女王國際機場
貝婭特麗克絲女王國際機場（荷蘭語：Internationale luchthaven Koningin Beatrix；帕皮阿門托語：Aeropuerto Internacional Reina Beatrix）是一座位於阿魯巴奧拉涅斯塔德的國際機場。提供航班往美國、大部分加勒比地區城市、南美洲北部、加拿大以及荷蘭。此機場是以阿魯巴的國家元首、荷蘭的碧翠斯女王命名。
在過去阿魯巴航空（Air Aruba）曾經以此地作為樞紐機場，提供多條國際航線服務，但該公司已於2000年時宣告破產結束營運。在1986年前，阿魯巴還是荷屬安的列斯的一部分時，安的列斯航空（Antilliaanse Luchtvaart Maatschappij, ALM）曾經作此為樞紐機場。目前此機場為迪阿納航空（Tiara Air）和因瑟爾航空的樞紐機場。
這座機場提供了美國境外入境審查設施。
處理私家飛機的客運大樓在2007年啟用。

## 航空公司與目的地

### 客运航線
| 航空公司       | 目的地                                                                    |
| -------------- | ------------------------------------------------------------------------- |
| 加拿大胭脂航空 | 季节性： 多倫多-皮爾遜                                                    |
| Air Century    | 蓬塔卡纳、圣多明各-伊莎贝拉                                               |
| 美国航空       | 夏洛特、达拉斯-沃思堡、邁阿密、紐約-拉瓜地亞、费城 季节性： 芝加哥-奥黑尔 |
| Arajet         | 圣多明各–亞美利加                                                         |
| 哥伦比亚航空   | 波哥大 季节性：麦德林-JMC                                                 |
| 英国航空       | 安提瓜、倫敦-蓋威克                                                       |
| 巴拿马航空     | 巴拿马城-托库门                                                           |
| 达美航空       | 亞特蘭大、紐約-甘迺迪 季节性：波士頓、明尼阿波利斯-圣保罗                 |
| Divi Divi Air  | 庫拉索島                                                                  |
| EZAir          | 博奈尔、庫拉索島                                                          |
| 高爾航空       | 聖保羅-瓜魯柳斯                                                           |
| 捷蓝航空       | 波士頓、紐華克、紐約-甘迺迪                                               |
| 荷兰皇家航空   | 阿姆斯特丹                                                                |
| 秘魯南美航空   | 利马                                                                      |
| Sky High       | 圣多明各–亞美利加                                                         |
| 西南航空       | 巴尔的摩, 奥兰多                                                          |
| 精神航空       | 劳德代尔堡                                                                |
| 太阳城航空     | 季节性： 明尼阿波利斯-圣保罗                                              |
| 阳翼航空       | 多倫多-皮爾遜                                                             |
| 苏里南航空     | 巴拉馬利波 季节性：邁阿密                                                 |
| 荷兰途易航空   | 阿姆斯特丹                                                                |
| 联合航空       | 芝加哥-奥黑尔、休斯顿-洲际, 紐華克、华盛顿-杜勒斯                         |
| 西捷航空       | 多倫多-皮爾遜                                                             |
| 向風群島航空   | 庫拉索島、圣马丁                                                          |
| Wingo          | 波哥大、卡利、麦德林-JMC                                                  |

### 貨運航線

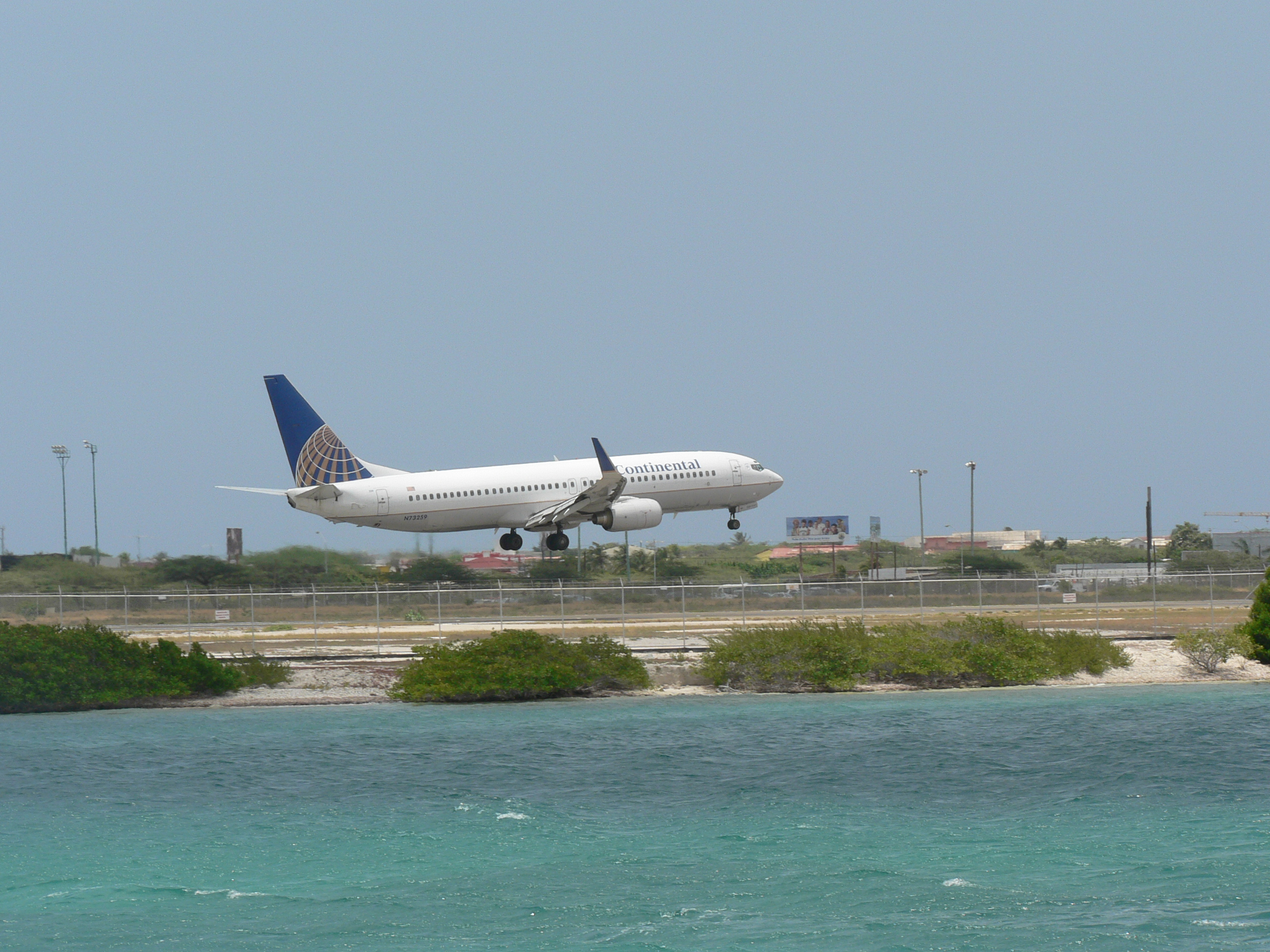
一架美國大陸航空波音737-800正在降落

| 航空公司         | 目的地                                    |
| ---------------- | ----------------------------------------- |
| 阿美尼航空       | 聖胡安                                    |
| 阿美尼捷國際航空 | 邁阿密、聖地牙哥、聖多明哥-拉斯亞美利哥斯 |
| DHL快報航空      | 巴拿馬城                                  |
| 南美航空         | 波哥大                                    |
| 梅蘭快運         | 阿瓜迪亞                                  |

## 第二次世界大戰
在第二次世界大戰中，機場曾用作美國陸軍南方司令部，用作防禦加勒比海之船隻和巴拿馬運河，去對抗德國的潛艇。當時機場內駐守了以下部隊：
- 轟炸機第59中隊（第9行動組）1942年1月14日至9月24日（道格拉斯A-20浩劫）
- 轟炸機第12中隊（轟炸機第25大隊）1942年10月10日至1943年11月23日（B-18轟炸機）
- 戰鬥機第22D中隊（第36聯隊）1942年9月2日至1943年4月（P-40戰鷹戰鬥機）
- 戰鬥機第32D中隊（安的列斯群島空軍司令部）1943年3月9日至1944年3月（P-40戰鷹戰鬥機）

## 事故與意外
- 在2010年1月13日，一架Arkefly的波音767-300型飛機（機身編號：PH-AHQ）在執行一班航班OR361由阿姆斯特丹史基浦機場飛行至阿魯巴機場，飛行期間宣布緊急狀態，因為中途一名男子聲稱帶了一個炸彈上機，期後與機組人員進行鬥爭，最後在香農機場降落。愛爾蘭警察闖入飛機並拘捕該名男子。帶他到香農警察局。一名乘客在等待事故完成期間昏倒，那名乘客便緊急地送往當地醫院進行手術。最後由另一個波音767-300型飛機（機身編號：PH-AHY）繼續前往阿魯巴。